# Polowanie w lagunie
Polowanie w lagunie – obraz włoskiego malarza i rysownika Pietra Longhiego.
Longhi przez historyków uważany jest za artystę – kronikarza swej epoki. Dzięki jego obrazom rodzajowym można poznać istniejące ówcześnie obyczaje, otaczający świat. Takim przykładem jest Polowanie na lagunie. Longhi prezentuje łódź z czterema wioślarzami i z arystokratą stojącym na dziobie z łukiem. Artysta bardzo często za swoich bohaterów obierał arystokratów, księży, zalotników czy córki z dobrych domów. Postać na dziobie to prawdopodobnie arystokrata z rodu Barbarigo. Mężczyzna strzela z łuku, ale zamiast strzał ma małe gliniane kuleczki. Odkrycia w lagunie weneckiej potwierdziły, iż był to powszechny sposób polowania.
Jak twierdzi Giuseppe de Logu: w tym obrazie Longhi osiąga pełne wyrafinowanie w cieniowaniu, stosując szerokie plamy i brunatne tony. Zanim powstał obraz artysta sporządził rysunek przygotowawczy znajdujący się obecnie w Museo Correr. W O’Nians Gallery w Londynie znajduje się inna wersja tego obrazu.